# Limerick (poesia)
Il limerick ('lɪmərɪk) è un breve componimento in poesia, tipico della lingua inglese, dalle ferree regole, ma con infinite eccezioni, di contenuto umoristico o anche nonsense, che ha il proposito di far ridere o quantomeno sorridere.

## Struttura e descrizione
Un autore anonimo di limerick tenta di dare una spiegazione della forma poetica stessa:
Un limerick è sempre composto di cinque versi, di cui i primi due e l'ultimo, rimati tra loro, contengono tre piedi e dunque tre accenti (stress), il terzo e il quarto, a loro volta rimati tra loro, ne contengono solo due. Le rime seguono dunque lo schema AABBA.
Nel limerick più comune, il primo verso deve sempre contenere il protagonista, un aggettivo per lui qualificante e il luogo geografico dove si svolge l'azione, mentre i restanti versi sintetizzeranno l'aneddoto e nell'ultimo verso solitamente viene richiamato il protagonista, magari definendolo meglio.
Le origini del limerick sono assolutamente ignote e, per quanto vi siano numerose ipotesi, nessuna ricerca ha mai scavato nelle radici di questo licenzioso componimento. È ritenuta certa la produzione di versi nonsense.
Secondo l'Oxford English Dictionary (già nel 1898), il limerick proviene dalla tradizione di riferire versi nonsense ai matrimoni, versi che sovente terminavano con la frase «Will you come up to Limerick?» ("verrai a Limerick?"), dove la Limerick in questione è una città irlandese. Questa spiegazione è tuttavia considerata confusa e poco attendibile, ma anche le altre numerose ipotesi non aiutano. Più semplicemente si può dire che il limerick era conosciuto con il suo nome già a fine Ottocento.
Un grande scrittore di limerick, da taluni consideratone l'inventore, è Edward Lear, autore di diversi nonsense nella seconda metà dell'Ottocento.
Un esempio:
There was an Old Man of Apulia
Whose conduct was very peculiar;
He fed twenty sons
Upon nothing but buns,
That whimsical Man of Apulia.
Oggi il limerick viene spesso usato per scopi satirici, per esempio (marzo 2016, sulle vicende del Cardinal Bertone e il suo appartamento romano):
Un tale prelato Bertone
voleva un grand'alloggione.
A pagarlo ci fu
Il Bambino Gesù
– che prelato beato, Bertone!
I cosiddetti anti-limerick prendono in giro la forma stessa del limerick, in una specie di meta-joke: